# ミドルセックス
ミドルセックス（英: County Middlesex、[ˈmɪdəlsɛks]）は、1965年まで存在したイングランドのカウンティ（州）である。
39あるイングランドの歴史あるカウンティの一つで、2番目に小さい面積をもつ。下位のカウンティには、経済力があり政治的に独立したシティ・オブ・ロンドンが州の南部に含まれ、創設初期にはシティによって州が治められていたことなど、18世紀から19世紀にかけてのロンドン都市圏の拡大に大きく影響を受けた。1889年にミドルセックス州の面積の20%にあたる地域を対象としてイングランドで最初にカウンティ・カウンシル（州議会）が導入された当時、当該地域の人口は州全体の3分の1を占めており、この地域はのちにカウンティ・オブ・ロンドン（ロンドン州）に移行した。州北西部の残りの地域はミドルセックス・カウンティ・カウンシルの監督下で、小さなカウンティへと移行した。
戦間期、ロンドンの都市部は拡大を続け、郊外化に伴って公共交通機関の改良や拡張も進み、ロンドン中心部から離れた地域で第二次産業革命（新しい産業）が生まれた。第二次大戦後、人口増加がみられたのは郊外地域のみで、カウンティ・オブ・ロンドンとミドルセックス中心部の人口は減少し続けた。
ロイヤル・コミッション・オン・ローカル・ガバメント・イン・グレーター・ロンドンでの決定を受けて、1965年、当初の州のほぼ全域がグレーター・ロンドンと合併することとなり、その他一部の地域はハートフォードシャー州やサリー州へ編入されることとなった。こうしてカウンティ・カウンシルをもつ行政上のカウンティとしては消滅したが、郵便住所のオプション要素として用いられる郵便カウンティとして、ミドルセックスの地名はその名残を留めている。

## 地区
| 1. ポッターズ・バー 2. インフィールド 3. サウスゲイト 4. エドモントン 5. トッテナム 6. ウッドグリーン 7. フライアーン・バーネット 8. ホーンジー 9. フィンチリー 10. ヘンドン 11. ハーロウ 12. ライスリップ・ノースウッド 13. アクスブリッジ |  | 1. イーリング 2. ウェンブリー 3. ウィルズデン 4. アクトン 5. ブレントフォード・アンド・チジック 6. ヘストン・アンド・アイズルワース 7. サウソール 8. ヘイズ・アンド・ハーリントン 9. ユーズリー・アンド・ウェスト・ドレイトン 10. スタインズ 11. フェルタム 12. トゥイッケナム 13. サンベリー・オン・テムズ |

## 著名な出身者
- イアン・ギラン（ディープ・パープル）
- エイミー・ワインハウス
- エルトン・ジョン
- キム・ワイルド
- ギャヴィン・ハリソン（キング・クリムゾン）
- ジョン・マクヴィー（フリートウッド・マック）
- ジミー・ペイジ（レッド・ツェッペリン）
- ストーム・ソーガソン （ヒプノシス）
- ピート・タウンゼント（ザ・フー）
- フィル・コリンズ（ジェネシス）
- ブライアン・メイ（クイーン）